# 0384

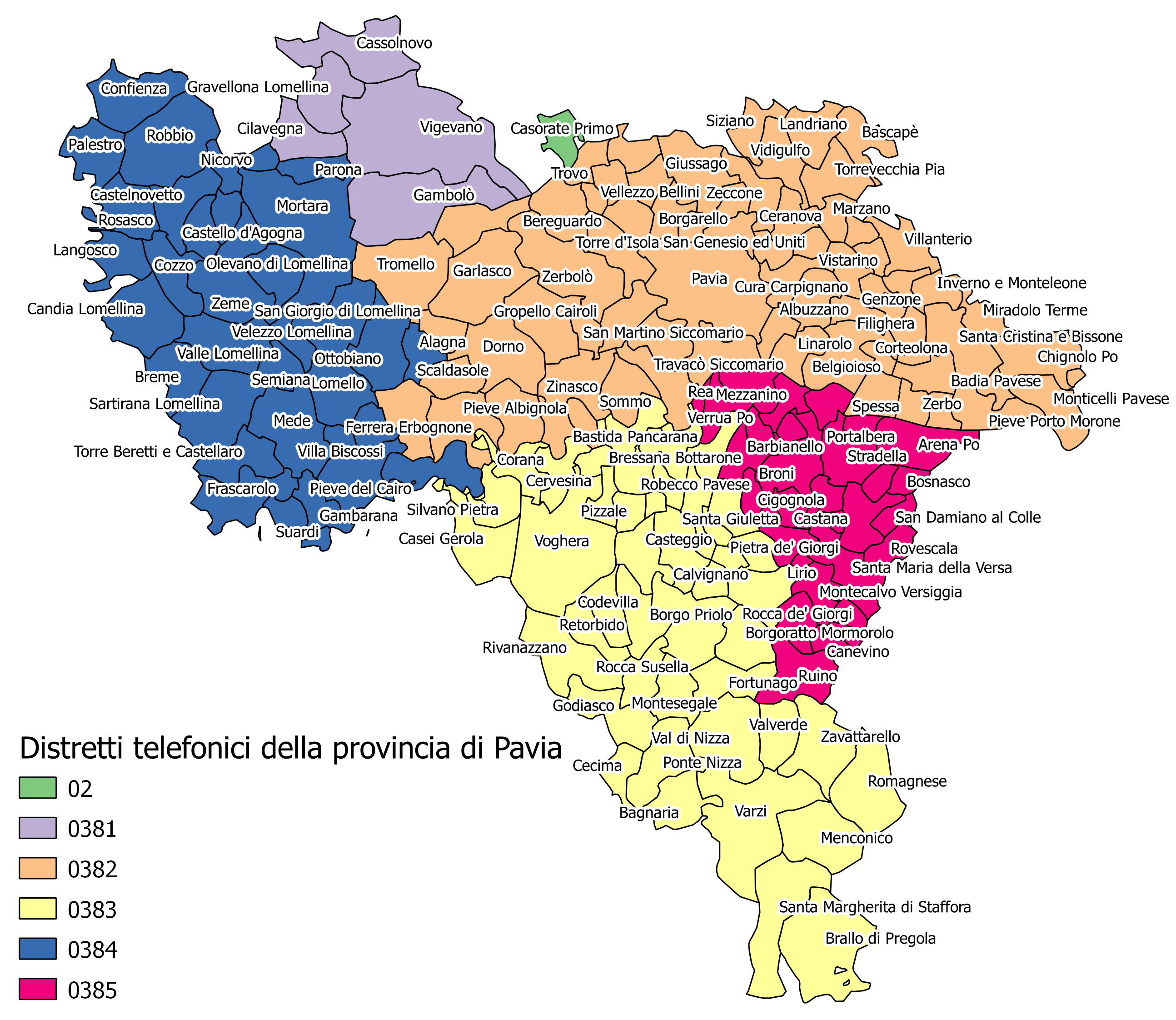
Mappa dei prefissi telefonici nella provincia di Pavia

0384 è il prefisso telefonico del distretto di Mortara, appartenente al compartimento di Milano.
Il distretto comprende la parte occidentale della provincia di Pavia, corrispondente grosso modo alla Lomellina. Confina con i distretti di Novara (0321) a nord, di Vigevano (0381) a nord-est, di Pavia (0382) a est, di Voghera (0383) e di Alessandria (0131) a sud, di Casale Monferrato (0142) e di Vercelli (0161) a ovest.

## Aree locali e comuni
Il distretto di Mortara comprende 36 comuni compresi nelle 2 aree locali di Mede (ex settori di Candia Lomellina, Mede e Robbio) e Mortara. I comuni compresi nel distretto sono: Albonese, Breme, Candia Lomellina, Castello d'Agogna, Castelnovetto, Ceretto Lomellina, Cergnago, Confienza, Cozzo, Frascarolo, Galliavola, Gambarana, Langosco, Lomello, Mede, Mezzana Bigli, Motta de' Conti (la frazione di Mantie) (VC), Mortara, Nicorvo, Olevano di Lomellina, Ottobiano, Palestro, Parona, Pieve del Cairo, Robbio, Rosasco, San Giorgio di Lomellina, Sant'Angelo Lomellina, Sartirana Lomellina, Semiana, Suardi, Torre Beretti e Castellaro, Valeggio, Valle Lomellina, Velezzo Lomellina, Villa Biscossi e Zeme .